# ميليندي
رامون ميليندي إسبينا (ولد في 21 يناير 1979) ، المعروف فنياً باسم ميليندي (Melendi) ، هو مغني و كاتب و ملحن أغاني إسباني من أصول كوبية. يقدم أغاني بأنواع موسيقية متعددة مثل البوب و الروك والفلامنكو والرومبا . 